# Lepidoblepharis hoogmoedi
Espèce
Lepidoblepharis hoogmoedi est une espèce de geckos de la famille des Sphaerodactylidae.

## Répartition
Cette espèce se rencontre dans le nord du Pérou et dans l'État d'Amazonas au Brésil.

## Description
C'est un gecko terrestre, diurne et insectivore.

## Étymologie
Cette espèce est nommée en l'honneur de Marinus Steven Hoogmoed.

## Publication originale
- Avila-Pires, 1995 : Lizards of Brazilian Amazonia (Reptilia: Squamata). Zoologische Verhandelingen, vol. 299, p. 1-706 (texte intégral).